# Videogiochi nel 1985

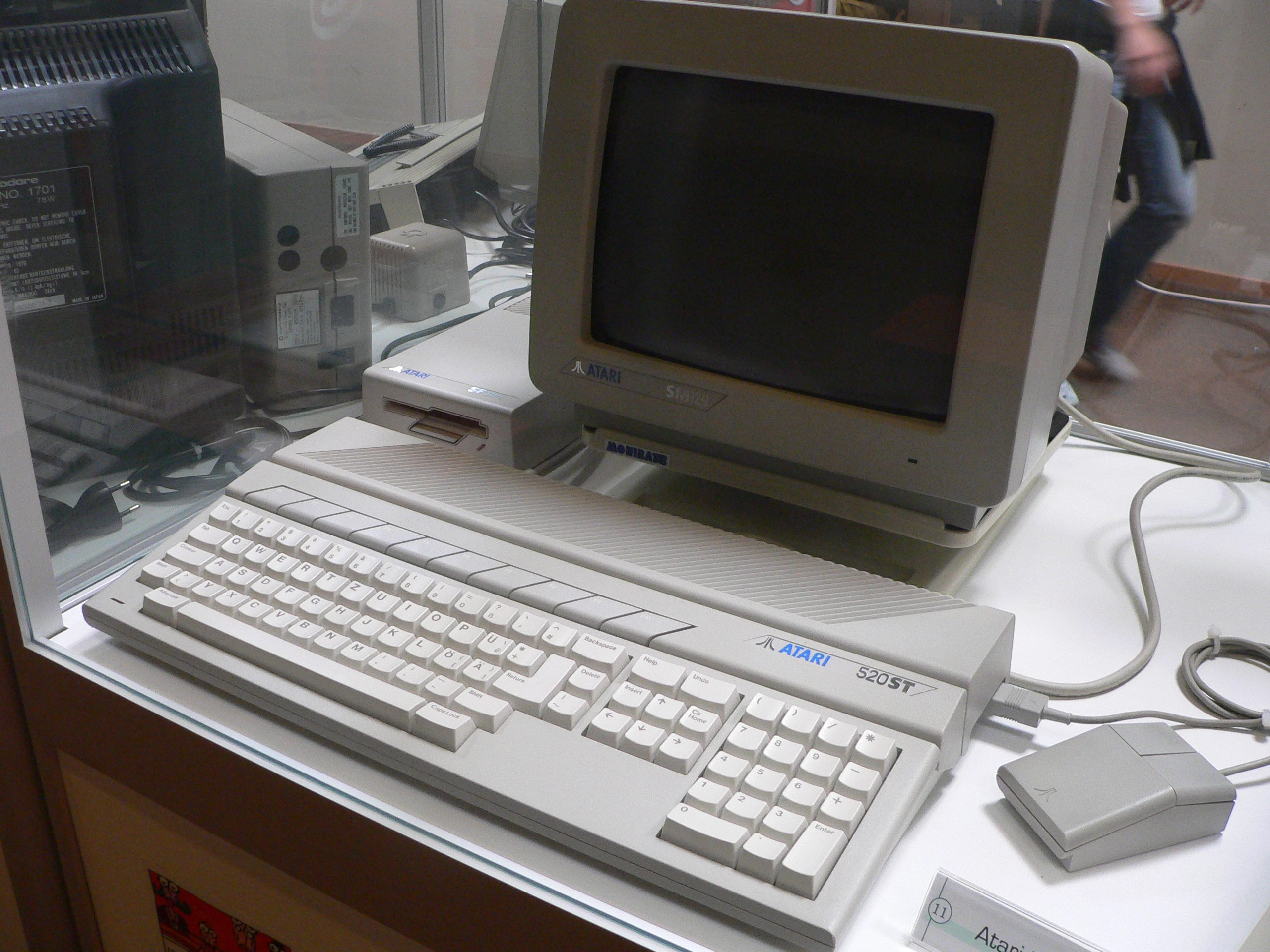
Atari ST 520

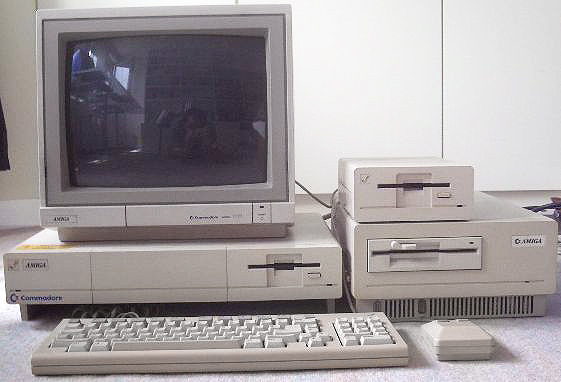
Amiga 1000

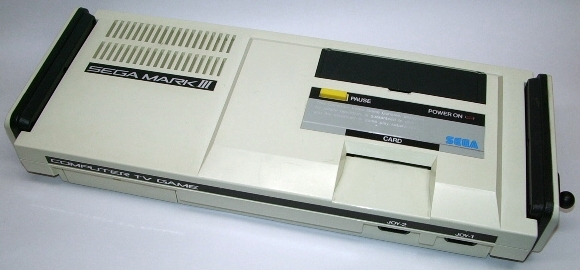
SG-1000 Mark III

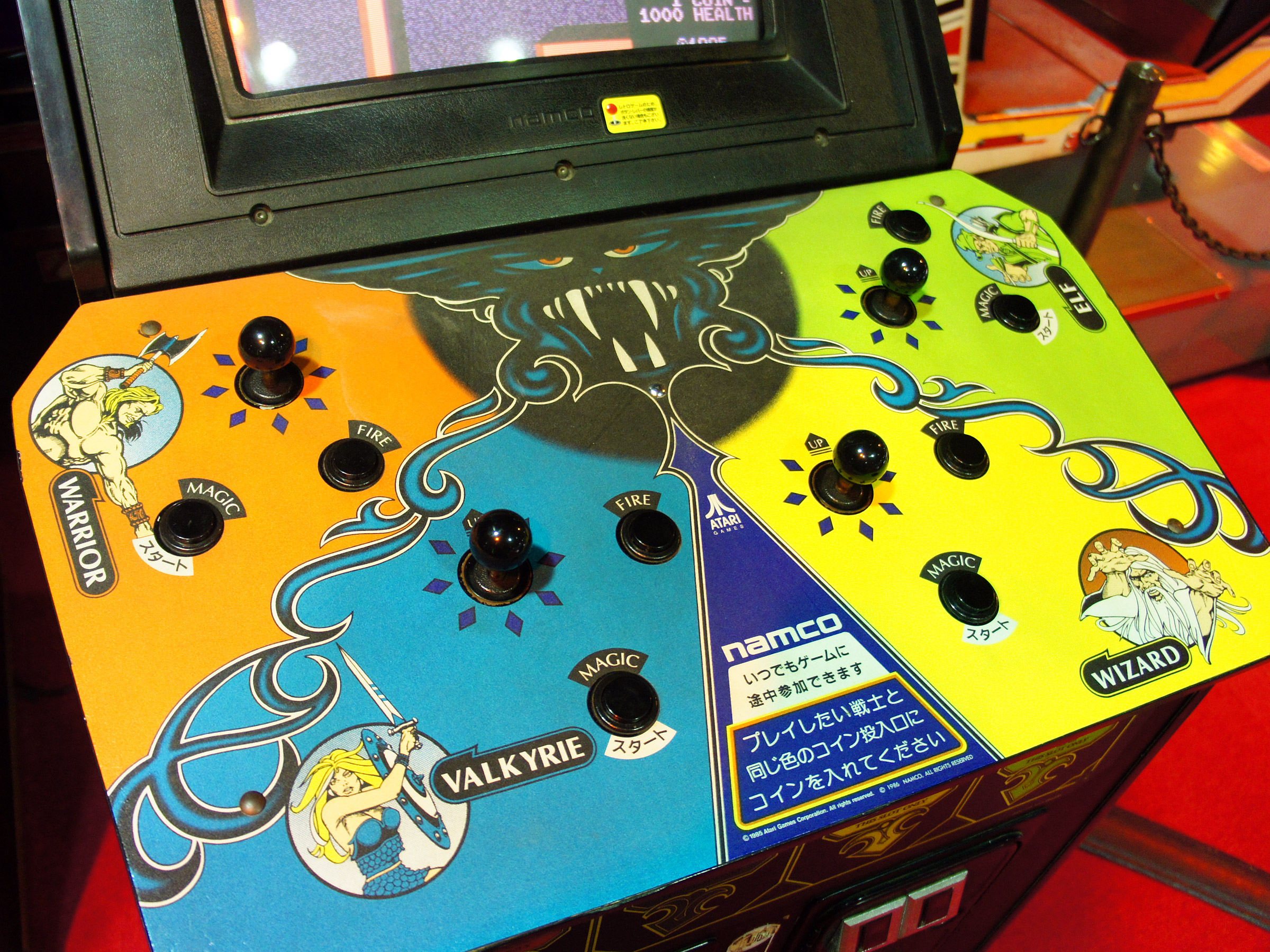
I comandi per 4 giocatori del cabinato di Gauntlet

Eventi rilevanti avvenuti nell'industria dei videogiochi nel 1985. 
Per un elenco delle voci su giochi usciti nell'anno vedi Categoria:Videogiochi del 1985.

## Eventi

### Aziende
- Febbraio — Viene fondata la Titus Software, che diventerà importante nell'era 8 e 16 bit, soprattutto per collaborazioni e distribuzione[1].
- Marzo — Viene fondata la Cinemaware, una delle più amate e innovative dell'era 16 bit[1].
- Viene fondata la Psygnosis, dalle ceneri della Imagine Software; azzarda a puntare subito tutto sui sistemi 16 bit[2].
- Viene fondata la Westwood Studios.
- Viene fondata la Game Arts.
- Viene fondata la Bethesda Softworks.
- Mentre Commodore, impegnata in importanti lanci di hardware, chiude l'anno fiscale in grossa perdita, e Sinclair Research rischia il fallimento, l'Amstrad diventa la forza trainante dell'industria dei computer nel Regno Unito[3].
- Maggio — Chiude la Bug-Byte[1].
- Agosto — Chiude la Adventure International, ex produttrice di avventure testuali, genere ormai commercialmente in declino[1].
- Fallisce la Oric[2].
- Olivetti acquista la Acorn Computers[2].

### Hardware
- Gennaio — Commodore lancia il Commodore 128, il suo ultimo computer a 8 bit[1].
- Gennaio — Atari presenta il computer a 16 bit Atari ST, uscito qualche mese dopo. Inizialmente fu considerato un potenziale concorrente del Macintosh, ma molto meno costoso[2]. Diventerà invece il principale concorrente dell'Amiga in ambito home.
- Luglio — Commodore lancia il computer a 16 bit Amiga 1000, primo e meno fortunato della linea Amiga, che con i successivi modelli farà la storia degli home computer[1].
- Ottobre — Cessa ufficialmente la produzione dello storico Commodore VIC-20[1].
- 18 ottobre — Nintendo effettua dei test limitati di vendita della console NES e del robot R.O.B. negli Stati Uniti.
- 25 ottobre — SEGA presenta l'SG-1000 Mark III in Giappone.
- Amstrad potenzia la sua linea di computer 8 bit Amstrad CPC con il modello 664 e sorprendentemente pochi mesi dopo il 6128[2].
- La Sinclair Research attraversa gravi difficoltà economiche (fu quest'anno il fallimentare lancio del veicolo Sinclair C5[2]), ma lancia lo ZX Spectrum in versione 128k, inizialmente in Spagna[3].
- Aprile — Viene abbandonato definitivamente l'IBM PCjr[3].
- Sui computer si affermano sempre più il mouse e l'interfaccia a icone e finestre[3].
- Maggio — Sony annuncia l'intenzione di utilizzare i CD-ROM come memorie per computer[3].

### Giochi
- Luglio — SEGA pubblica Space Harrier con la nuova tecnologia Super Scaler, con effetti visivi simil-tridimensionali rivoluzionari in ambito arcade[1].
- Settembre — Esce Super Mario Bros., che diventerà il videogioco più venduto di tutti i tempi, mantenendo il primato fino al 2008[1].
- Esce l'insolito Little Computer People, piazzandosi sorprendentemente tra i 10 titoli più venduti[1].
- Esce A Mind Forever Voyaging, piazzandosi sorprendentemente tra i 10 titoli più venduti, l'ultimo successo commerciale di questa portata nel genere avventura testuale[1].
- Psygnosis pubblica Brataccas, primo gioco a dare un'idea delle reali capacità dei computer a 16 bit, e primo titolo britannico a sfondare negli USA prima che in Europa[2].
- Access Software pubblica Leader Board, gioco di golf rimasto molto popolare fino a inizio anni '90 nelle sue varie incarnazioni[2].
- Konami pubblica l'arcade Gradius.
- Capcom pubblica gli arcade Commando e Ghosts 'n Goblins.
- Atari Games pubblica l'arcade Gauntlet.
- Melbourne House pubblica Way of the Exploding Fist[2].
- Hewson pubblica Paradroid[2].
- Epyx pubblica Pitstop II[2].
- Magnetic Scrolls pubblica The Pawn[2].
- Marzo — Nel Regno Unito viene lanciata Soft Aid, una raccolta di giochi a basso prezzo per Commodore 64 e ZX Spectrum, che analogamente a Live Aid ha lo scopo di raccogliere fondi contro la fame in Africa. I proventi furono di 350.000 sterline[2][3].

### Classifiche
- I titoli più venduti sono, in ordine decrescente, Super Mario Bros. (venduto anche incluso con la console NES), Ultima IV, Duck Hunt, The Way of the Exploding Fist, Excitebike, Paradroid, Little Computer People, Ice Climber, The Bard's Tale, A Mind Forever Voyaging[1].
- I maggiori successi in sala giochi sono Gauntlet, Ghosts 'n Goblins, Hang-On, Commando, Space Harrier, Tehkan World Cup, Yie Ar Kung-Fu, Gradius, Baraduke, Gun.Smoke[1].
- I sistemi più diffusi sono Commodore 64, Nintendo Entertainment System, MSX, Amstrad CPC, ZX Spectrum, Atari 2600, IBM compatibili, Apple II, Intellivision, Amiga 1000[1].
- Gli editori con più fatturato sono Activision, Nintendo, SEGA, Namco, Capcom, Data East, Konami, Atari Games, Epyx, Irem[1].

### Altro
- La pirateria del software raggiunge dimensioni preoccupanti. Nel Regno Unito una proposta di legge include il software nella legge sul copyright. In Italia la pirateria supera il volume del mercato legittimo; la Jackson vince una causa contro una delle società che, grazie al vuoto legislativo, pubblicano cassette contraffatte di videogiochi in edicola[3].
- Eureka! della Domark frutta 25.000 sterline al vincitore di un concorso, premio notevole per l'epoca[2].